# Mariano Martínez (ciclista)
Mariano Martínez (Burgos, 20 de septiembre de 1948) fue un ciclista español de nacimiento, que el 20 de diciembre de 1963 fue naturalizado francés. Fue profesional entre 1971 y 1982. Sus principales éxitos deportivos los consiguió en el Tour de Francia, donde ganó dos etapas y el Gran Premio de la Montaña de 1978. En 1974 ganó la medalla de bronce en el mundial de ciclismo.

## Palmarés
1974
- 3º en el Campeonato Mundial en Ruta
- 1 etapa de la Midi Libre

1977
- 1 etapa de la Estrella de Bessèges

1978
- 1 etapa del Tour de Francia, más Gran Premio de la Montaña
- 1 etapa del Circuito de la Sarthe

1980
- 1 etapa del Tour de Francia
- 1 etapa del Tour de Limousin

1981
- 1 etapa de la Midi Libre

## Resultados en Grandes Vueltas y Campeonato del Mundo
| Carrera         | 1971 | 1972 | 1973 | 1974 | 1975 | 1976 | 1977 | 1978  | 1979 | 1980 | 1981 |
| --------------- | ---- | ---- | ---- | ---- | ---- | ---- | ---- | ----- | ---- | ---- | ---- |
| Giro de Italia  | -    | -    | -    | -    | -    | -    | 27º  | -     | -    | -    | -    |
| Tour de Francia | 31.º | '6º' | 12º  | '8º' | 14º  | 42.º | -    | '10º' | 16º  | 32.º | 15º  |
| Vuelta a España | -    | -    | -    | 53.º | -    | -    | 41.º | -     | -    | -    | -    |
| Mundial en Ruta | -    | -    | -    | '3º' | -    | -    | -    | -     | -    | -    | -    |